# Calé (satélite)
Calé (Καλη griego), o Júpiter XXXVII, es un satélite retrógrado irregular de Júpiter. Fue descubierto por un equipo de astrónomos de la Universidad de Hawái dirigidos por Scott S. Sheppard, en el año 2001, y recibió la designación provisional de S/2001 J 8.
Calé tiene unos 2 kilómetros de diámetro, y orbita a Júpiter a una distancia media de 22,409 Millones de km en 685.324 días, a una inclinación de 165° a la eclíptica (166° al ecuador de Júpiter), en una dirección retrógrada y con una excentricidad de 0,2011. 
Fue nombrada en octubre de 2002 como Calé, una de las Cárites e hija de Zeus (Júpiter). 
Pertenece al grupo de Carmé, compuesto de los satélites irregulares retrógrados de Júpiter en órbitas entre los 23 y 24 millones de km y en una inclinación de alrededor de 165°.